# Aloe virescens
Aloe virescens é uma espécie de liliopsida do gênero Aloe, pertencente à família Asphodelaceae.